# Селангор (футбольний клуб)
Футбольний клуб «Селангор» (малай. Kelab Bola Sepak Selangor) — малайзійський професійний футбольний клуб із міста Шах-Алам в штаті Селангор. Клуб грає в Лізі Супер, найвищому дивізіоні малайзійського футболу. Клуб має прізвисько «Червоні гіганти». Команда офіційно заснована в 1936 році Футбольною асоціацією Селангора, яка веде свою історію від злиття з Футбольною лігою Селангору, яка була заснована в 1905 році. 2 жовтня 2020 року клуб офіційно провів приватизацію як професійний клуб під назвою "Футбольний клуб «Селангор», після офіційного схвалення ребрендингу Футбольною асоціацією Малайзії 29 вересня 2020 року. Клуб тимчасово проводить домашні матчі на стадіоні «Петалінг-Джая» після того, як основний домашній стадіон клубу «Шах-Алам» був закритий на капітальний ремонт і реконструкцію, яка була продовжена на тривалий час.
«Селангор» є найуспішнішим і найтитулованішим клубом Малайзії за загальною кількістю здобутих нагород: 52 трофеї на найвищих рівнях і 61 трофей загалом. На національному рівні «Селангор» виграв загалом 6 титулів у найвищому дивізіоні Малайзії, включаючи 2 титули в Лізі Супер (ліга, в якій грає клуб), 1 титул в Лізі Пердана 1, 2 титули в Першому дивізіоні напівпрофесійної ліги, та 1 титул в Лізі Малайзія. У кубкових змаганнях клуб 33 рази виграв Кубок Малайзії, 5 разів виграв Кубок Футбольної асоціації Малайзії, та 8 разів виграв Суперкубок Малайзії. Крім того, клуб також виграв 2 титули переможця другого дивізіону, 1 титул переможця Прем'єр-ліги Малайзії, та 1 титул у другому дивізіоні напівпрофесійної ліги, а між 1951 і 1973 роками 7 разів виграв Кубок Малайзії ФАМ як другорядне кубкове змагання на вибування між командами штатів після розіграшу Кубка Малайзії.
«Селангор» також був першим малайзійським клубом, який пройшов кваліфікацію та взяв участь у азійському континентальному клубному турнірі, азійському клубному чемпіонаті, де клуб зайняв друге місце в першому розіграші турніру в 1967 році, який у 2002 році був перейменований у Лігу чемпіонів АФК. Клуб також був першою командою в історії малайзійського футболу, яка здобула дубль у лізі та кубку, вигравши Малазійську аматорську лігу та Кубок Малайзії в 1984 році.
«Селангор» також дав старт кар'єрі таких відомих малайзійських гравців, які успішно грали як на клубному рівні, так і за збірну країни, зокрема Мохтар Дахарі, Арумугам Ренгасамі, Абдул Гані Мінхат, Вонг Чунг Ва, Сантох Сінгх, Со Чін Анн, Зайнал Абідін Хассан, Азман Аднан, Русді Супарман, Амрі Ях'я, Сафі Салі та багато інших. Клуб також має одну з найбільших у Малайзії та у всій Азії кількість уболівальників, а найпринциповішими суперниками клубу є «Сінгапур», «Куала-Лумпур Сіті» та «Джохор Дарул Тазім».

## Історія

### 1905—1936: Початок
У 1905 році була заснована Футбольна асоціація штату Селангор для створення та управління внутрішньою лігою штату під назвою Футбольна ліга Селангору. Організатором перших кубкових змагань виступив британський резидент Селангора Реджинальд Джордж Вотсон. Повідомлено, що на той час асоціацію очолювали британські резиденти. Через внутрішній конфлікт деякі керівники покинули організацію в 1926 році, та заснували нову організацію — Селангорську футбольну асоціацію. Суперечка між двома асоціаціями тривала майже 10 років, перш ніж обидві сторони домовилися про угоду щодо кращого майбутнього футболу в штаті Селангор. Зрештою, 22 лютого 1936 року дві футбольні організації офіційно об’'єдналися під назвою Футбольна асоціація Селангора (малай. Persatuan Bola Sepak Selangor), і створили футбольний клуб «Селангор», який представляв штат Селангор. У цей період Селангор виграв свій перший в історії трофей — Кубок Малайї в 1922 році, у фіналі якого переміг з рахунком 3-2 клуб «Сінгапур» (суперництво, яке стане визначальним для малайзійського футболу в наступні роки), і виграв Кубок Малаї ще 5 разів у 1927, 1928, 1929, 1935 та 1936 роках.

#### Стадіон Малайської сільськогосподарської асоціації— перший стадіон клубу
Пропозиція побудувати стадіон у Селангорі, який може вмістити 5 тисяч глядачів, вперше була озвучена в 1927 році, і з самого початку стадіон будувався у співпраці між Малайською сільськогосподарською асоціацією і футбольною асоціацією Селангора. Спочатку на місце будівництва було рекомендовано 3 ділянки; на Гаол-Роуд (тепер Джалан-Ханг-Туа), на перехресті Джалан-Букіт-Бінтанг і Серкюлер-Роуд (тепер Джалан-Тун-Разак, імовірно, на місці, де знаходиться медичний центр «Prince Court»), і на Джалан-Пуд. Обрано було зрештою місце на перехресті Серкюлер-Роуд і Джалан-Ампанг, і, згідно з повідомленнями преси того часу, його будівництво почалося в 1928 році і було завершено наступного року. Конкретне місце розташування стадіону невідоме, у звітах преси лише сказано, що він був розташований за поліцейською станцією на цьому перехресті, де зараз знаходиться поліцейська дільниця Джалан-Тун-Разак. Коли будівництво стадіону було завершене, на Малайську сільськогосподарську асоціацію подали до суду мешканці навколишніх будинків, оскільки, на їх думку, футбольні матчі, які там проводилися, порушували громадський порядок. Незважаючи на те, що суд був виграний на користь власників стадіону, «Селангор» почав офіційно проводити свої домашні матчі на цьому стадіоні лише в 1931 році, першим з яких став матч Кубку Малайї проти «Пінанга» 18 липня 1931 року, який завершився перемогою «Селангора» з рахунком 5–3. Загалом команда зіграла на цьому стадіоні між 1931 і 1940 роками 20 разів, і 14 разів перемогла. Тут проходив 8 фіналів Кубка Малайї, а «Селангор» 4 рази виходив до фіналу. Однак клуб виграв лише один фінал, здобувши перемогу з рахунком 2-0 над клубом «Сінгапур» у 1935 році. Останній матч клубу на цьому стадіоні відбувся через 9 років, проти клубу «Кедах» у розіграші Кубку Малайї 20 липня 1940 року.
Після японської окупації під час Другої світової війни з 1941 по 1945 рік стадіон Малайської сільськогосподарської асоціації був пошкоджений, що зробило його непридатним для використання, і згодом його було зруйновано. Сучасне місце колишнього стадіону тепер стало районом для дилерів автомобілів, з торговим центром прямо біля поліцейської дільниці Джалан-Тун-Разак, а також із житловими районами та посольствами. У цьому районі є кілька полів і відкритих майданчиків, що відносяться до крикетних стадіонів «Келаб-Аман», «Чунг Хва», і крикетним клубам.

### 1937—1960: між Другою світовою війною та здобуттям незалежності

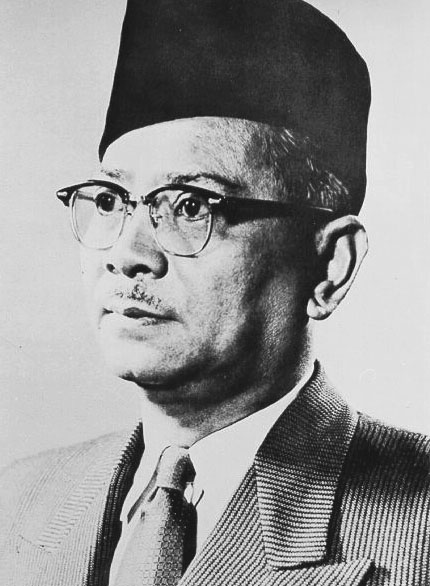
Тунку Абдул Рахман — перший офіційний президент Футбольної асоціації Селангора, призначений у 1951 році

Початок Другої світової війни загальмував заходи Футбольної асоціації Селангора щодо розвитку вітчизняного футболу. Відразу після закінчення війни впровадження цих заходів продовжилось із прискореним темпом. Серед заходів щодо модернізації футболу в штаті асоціація розробила плани будівництва нового футбольного стадіону для команди штату. Команда штату до війни грала на стадіоні Малайської сільськогосподарської асоціації в Джалан-Ампангу, а в наступні роки як стадіон клубу використовувалось крикетне поле в Куала-Лумпурі (яке пізніше отримало назву «датаран Мердека»), і згідно планів розвитку футболу в штаті клуб давно потребував будівництва нового стадіону. Керівництво асоціації кілька разів зустрічалося з мером Куала-Лумпура для отримання дозволу на будівництво стадіону, але рішення не було знайдено. Цей глухий кут означав, що план «Селангора» щодо домашнього стадіону довелося призупинити. Однак призначення Тунку Абдула Рахмана першим офіційним президентом Футбольної асоціації Селангора, який був одночасно президентом Футбольної асоціації Малайзії, виявилося позитивним кроком для подальшого розвитку футболу. Ставши прем'єр-міністром нової незалежної Малайської Федерації в 1957 році, Тунку Абдул Рахман став піонером у будівництві стадіонів, і наказав побудувати стадіон «Мердека» на честь незалежності країни, а також новий домашній стадіон для клубу «Селангор». Стадіон «Мердека» також періодично був полем для домашніх матчів національної збірної Малайзії з футболу, а також місцем проведення міжнародних спортивних подій.
Після 1951 року Тунку Абдул Рахман залишив посаду президента Футбольної асоціації Селангора. Його наступником став незалежний депутат від виборчого округу Бангсар, а також вчитель за професією, Сінгам, який став другим офіційним президентом Футбольної асоціації Селангора до 1953 року, після чого його змінив К. Сундрам. Між 1951 і 1960 роками клуб виграв два Кубки Малайзії в 1956 і 1959 роках, та був фіналістом кубку в 1957 році, і 2 Кубки Малайзії ФАМ в 1953 і 1960 роках, та був фіналістом турніру в 1952 і 1955 роках.

### 1961—1983: Ера керівництва Харуна Ідріса
Дато Сері Харун Ідріс є синонімом футболу в Селангорі та Малайзії 1960-х — початку 1980-х років. Він був президентом Футбольної асоціації Селангора протягом 21 року з 1961 по 1983 рік. Під час його керівництва «Селангор» виграв 15 кубків Малайзії, а також він зробив бгато позитивних змін у роботі асоціації. Спочатку штаб-квартира клубу була розташована в будівлі Малайської сільськогосподарської асоціації в Джалан-Ампангу, до будівництва «Wisma FAS» в 1973 році на стадіоні «Мердека», яке проводилось під керівництвом президента клубу (який також у той час був головним міністром Селангора) і менеджера клубу Хамза Абу Сама. За цей час клуб 15 разів вигравав Кубок Малайзії в 1961, 1962, 1963, 1966, 1968, 1969, 1971, 1972, 1973, 1975, 1976, 1978, 1979, 1981 і 1982 роках, а також 5 разів Кубок Малайзії ФАМ у 1961, 1962, 1966, 1968 і 1972 роках.

### 1983—1989: ера Ахмада Разалі Мохда Алі
Тан Шрі Ахмад Разалі Мохд Алі був президентом Футбольної асоціації Селангора з 1983 по 1989 рік, і в той час він одночасно був головним міністром Селангора. У сезоні Ліги Малайзія 1984 року під його керівництвом «Селангор» виграв свій перший в історії чемпіонат Малайзії у вищому дивізіоні з футболу, в якій у 1982 році вперше було запроваджено трофей переможця ліги. Крім того, «Селангор» також виграв у 1984 році Кубок Малайзії, та здобув історичний дубль у лізі та кубку, перший в історії малайзійського футболу. Клуб також виграв Кубок Малайзії в 1986 році, де легенди клубу Мохтар Дахарі та Арумугам Ренгасамі останній раз грали у фіналі Кубка Малайзії. У 1989 році клуб також виграв оновлений Перший дивізіон напівпрофесійної ліги, який замінив Лігу Малайзія як лігу вищого дивізіону країни, і в свою чергу, став останнім трофеєм під керівництвом Ахмада Разалі.

### 1990—1995: повністю новий стадіон і «Wisma FAS»
Після серії успіхів клубу Футбольна асоціація Селангора вирішила припинити перебування клубу на стадіоні «Мердека», щоб реалізувати амбіції клубу. Унаслідок цього потрібно було затвердити та побудувати абсолютно новий стадіон. Нарешті, 1 січня 1990 року в столиці штату Шах-Аламі відбулася церемонія закладки нового стадіону. Будівництво нового стадіону Шах-Алам було проведено переважно з розрахунку на проведення Ігор Співдружності в Малайзії в 1998 році, і він був розрахований на 80 тисяч глядачів. Цей стадіон вважається найбільшим із побудованих стадіонів у цей час. Він також став однією з головних визначних пам'яток міста Шах-Алам завдяки своїм вражаючим розмірам і дизайну. Стадіон є домашнім для клубу «Селангор» з моменту його відкриття в липні 1994 року, після того, як клуб переїхав із стадіону «Мердека». Футбольна асоціація Селангора також переїхала до своєї нової штаб-квартири в Келана-Джая, яка в середині 1990-х років була відома як «Wisma FAS». За цей час клуб двічі виграв Перший дивізіон напівпрофесійної ліги в 1989 і 1990 роках, а також виграв другий дивізіон напівпрофесійної ліги в 1993 році після вильоту роком раніше, та виграв Кубок Футбольної асоціації Малайзії в 1991 році, виграв Кубок Малайзії в 1995 році, та Суперкубок Малайзії в 1990 році.

### 1996—2010: виграно 17 трофеїв
Період між 1996 і 2010 роками був найуспішнішим періодом для «Селангора», незважаючи на пониження у класі. У сезоні 1996 року з головним тренером Кеном Ворденом команда виграла Суперкубок Малайзії і Кубок Малайзії. У наступному сезоні головним тренером клубу був призначений Стів Вікс, який привів клуб до успіху, вигравши 3 трофеї — Кубок Малайзії, Кубок Футбольної асоціації Малайзії та Суперкубок Малайзії. Під керівництвом тренера Раджагопала Крішнасамі з 1999 по 2000 рік «Селангор» виграв чемпіонат Ліга Пердана 1, яка на той час була найвищою лігою в Малайзії, 2000 року, що стало четвертим чемпіонським титулом команди. Пізніше головним тренером клубу знову був призначений Кен Ворден, з яким команда в сезоні 2002 року виграла Кубок Малайзії і Суперкубок Малайзії.
У сезоні 2004 року клуб опустився до нового другого дивізіону, Прем'єр-ліги Малайзії. Головним тренером команди був призначений Долла Саллех, який виграв Прем'єр-лігу Малайзії 2005 року, Кубок Футбольної асоціації Малайзії та Кубок Малайзії, зробивши унікальний требл, і відразу виграв підвищення назад до Ліги Супер. Проте в наступних сезонах клуб не виграв жодного трофея, що пояснювалося поганим менеджментом клубу.
У сезоні 2009 року головним тренером, а також президентом клубу був призначений Деван Куппусамі. Це був перший випадок в історії клубу, коли обидві посади займала одна особа. Деван вважається одним із найкращих тренерів клубу. Він виграв Лігу Супер у 2009 і 2010 роках, Кубок футбольної асоціації Малайзії в 2009 році, та Суперкубок Малайзії в 2009 і 2010 роках, причому тріумф 2009 року став другим подвійним переможним сезоном клубу після успіху 1984 року. Станом на 2022 рік, у 2010 році клуб востаннє вигравав вищий дивізіон Малайзії — Лігу Супер.

### 2011—2017: період спаду
Клуб у 2011—2017 роках пережив період, який вважається найгіршим у його історії, і за цей час ним керували 7 різних головних тренерів. Однак, незважаючи на це, у 2015 році клуб виграв Кубок Малайзії в рекордний 33-ій раз під керівництвом колишнього гравця Мехмета Дураковича. Цей результат досі неперевершений, і клуб залишається одним із найуспішніших в історії турніру. У роботі клубу однак були проблеми з менеджментом під час перебування на посаді Мохамеда Азміна Алі, коли він очолював клуб як президент Футбольної асоціації Селангора, що призвело до того, що «Селангор» вимушений був залишити своє домашнє поле, стадіон «Шах-Алам», а внутрішній конфлікт між членами виконавчого комітету та керівництвом клубу також призвів до зниження продуктивності команди на полі.

### З 2018 року: епоха Тенгку Амір Шаха
У липні 2018 року наслідний принц Селангора Тенгку Амір Шах був призначений новим президентом Футбольної асоціації Селангора. Він зайняв посаду, яку залишив Датук Сері Субахан Камал. Після того, як Тенгку Амір Шах став президентом, було докладено багато зусиль для покращення роботи клубу.
У липні 2019 року клуб переїхав у нове приміщення площею 400 тисяч квадратних футів у Секції 5 Шах-Алама під назвою «Тренувальний центр Футбольної асоціації Селангора» (тепер відомий як «Тренувальний центр ФК Селангор»), який було орендовано на 3 роки урядом Селангора. Цей об'єкт також містить адміністративну штаб-квартиру Футбольної асоціації Селангора, офіс клубної адміністрації, тренувальний зал у приміщенні, тренувальні майданчики, тренажерний зал, лаунж першої команди, зону фізіотерапії, роздягальню, а також дає змогу розмістити адміністраторів і тренерів під одним дахом.
9 жовтня 2019 року, як частина заходів з приватизації клубу, Футбольна асоціація Селангора вирішила керувати лише командами до 17 років, до 14 років, до 12 років, жіночою командою, та зосередився на ролі футбольної асоціації в штаті Селангор. Клуб також взяв на себе команду ПКНС, яка стала резервною командою під назвою «Селангор II», і стала виступати в Прем'єр-лізі Малайзії, а команди клубу до 20 років і до 18 років були перейменоваі відповідно на «Селангор III» і «Селангор IV». Усі 3 команди були оптимізовані та реструктуризовані в рамках шляху розвитку до складу першої команди.
2 жовтня 2020 року «Селангор» повідомив, що його приватизаційну документацію схвалила Футбольна асоціація Малайзії. Клуб, який офіційно працював як футбольна асоціація, оголосив, що він буде називатися "Футбольний клуб «Селангор» (малай. Kelab Bola Sepak Selangor) після завершення внутрішнього футбольного сезону 2020 року в Малайзії, починаючи з 1 грудня 2020 року. Футбольна команда належала новоствореної організації «Red Giants FC Sdn Bhd», і футбольна команда була перейменована на Футбольний клуб «Селангор».
5 травня 2024 року форварда «Селангора» Фейсала Халіма облили кислотою перед торговим центром, внаслідок чого Фейсал отримав опіки четвертого ступеня, і йому довелося перенести кілька операцій. «Селангор» мав провести матч на Суперкубок Малайзії 2024 року з чемпіоном Ліги Супер та Кубка Малайзії «Джохор Дарул Тазім», але вирішив знятися з матчу з міркувань безпеки після того, як Малайзійська футбольна ліга відмовилася перенести матч. Султан Шарафуддін Ідріс Шах підтримав відмову «Селангора» від матчу, та одночасно розкритикував відмову ліги відкласти матч. 20 червня 2024 року АФК підтвердила, що «Селангор» візьме участь у другій Лізі чемпіонів АФК 2024—2025 років, повернувшись до континентального турніру вперше після Кубка АФК 2016 року.

## Бренд та ідентичність

### Герб і кольори
Оригінальна емблема клубу, яка була вперше створена в 1936 році після злиття Футбольної асоціації Селангора і Футбольною лігою Селангора, містила зображення бика гаура. На початку 1970-х років символ клубу у вигляді голови бика був замінений прапором і гербом Селангора, а англійські літери на емблемі клубу були написані малайською мовою. Нашоломник емблеми має форму щита, а знак у верхній частині емблеми походить від герба Державної ради Селангора. Кольори на емблемі є основними кольорами штату Селангор, які символізують хоробрість для червоного та владу монарха для жовтого кольору. Обидва ці кольори присутні на прапорі штату, який визначає ідентичність Селангора. У верхній частині логотип клубу доповнюється гербом штату. Компанія, яка спонсорувала клуб найдовше в його історії, була Dunhill з 1985 по 2004 роки, причому Dunhill спонсорувала всі малайзійські клуби протягом цього часу, перш ніж була заборонена міністерством охорони здоров'я Малайзії, щоб зменшити популярність куріння та тютюну в Малайзії

### Резервні команди
- Селангор II
- «Селангор III» і «Селангор IV»

### Форма
Починаючи з 1970-х років, форма команди «Селангор» виготовлялася різними компаніями, включаючи «Admiral», «Puma», «Adidas», «Lotto», «Kappa» та «Joma».
З 1985 року команду спонсорували різні компанії, включаючи «Dunhill», EON, «Celcom», «Syarikat Bekalan Air Selangor» (SYABAS), «Telekom Malaysia» ™ і «Menteri Besar Incorporated» (MBI). З 2014 року клуб спонсорується урядом Селангора під маркою 6 державних корпорацій. Компанією, яка спонсорувала клуб найдовше в його історії, була «Dunhill» з 1985 по 2004 роки, причому «Dunhill» спонсорувала всі малайзійські клуби протягом цього часу, коли була відсторонена міністерством охорони здоров'я Малайзії, щоб зменшити популярність куріння в Малайзії.
Починаючи з сезону 2019 року, клубні комплекти форми вироблялися та спонсорувалися іспанською компанією спортивного одягу «Joma», яка покривала спонсорство повного комплекту футболок для команди Ліги Супер, команди Прем'єр-ліги, команди на Кубок Президента, команди на Молодіжному Кубку, чоловічої та жіночої команд з футзалу, включаючи тренувальні комплекти. Спонсорство «Joma» також покриває форму для всіх арбітрів Ліги футбольної асоціації Селангору, включаючи форму для поїздок і грошове спонсорство клубу. 23 вересня 2021 року офіційний сайт клубу оголосив про продовження партнерства з «Joma» до сезону 2023 року.

## Поля

### Стадіони

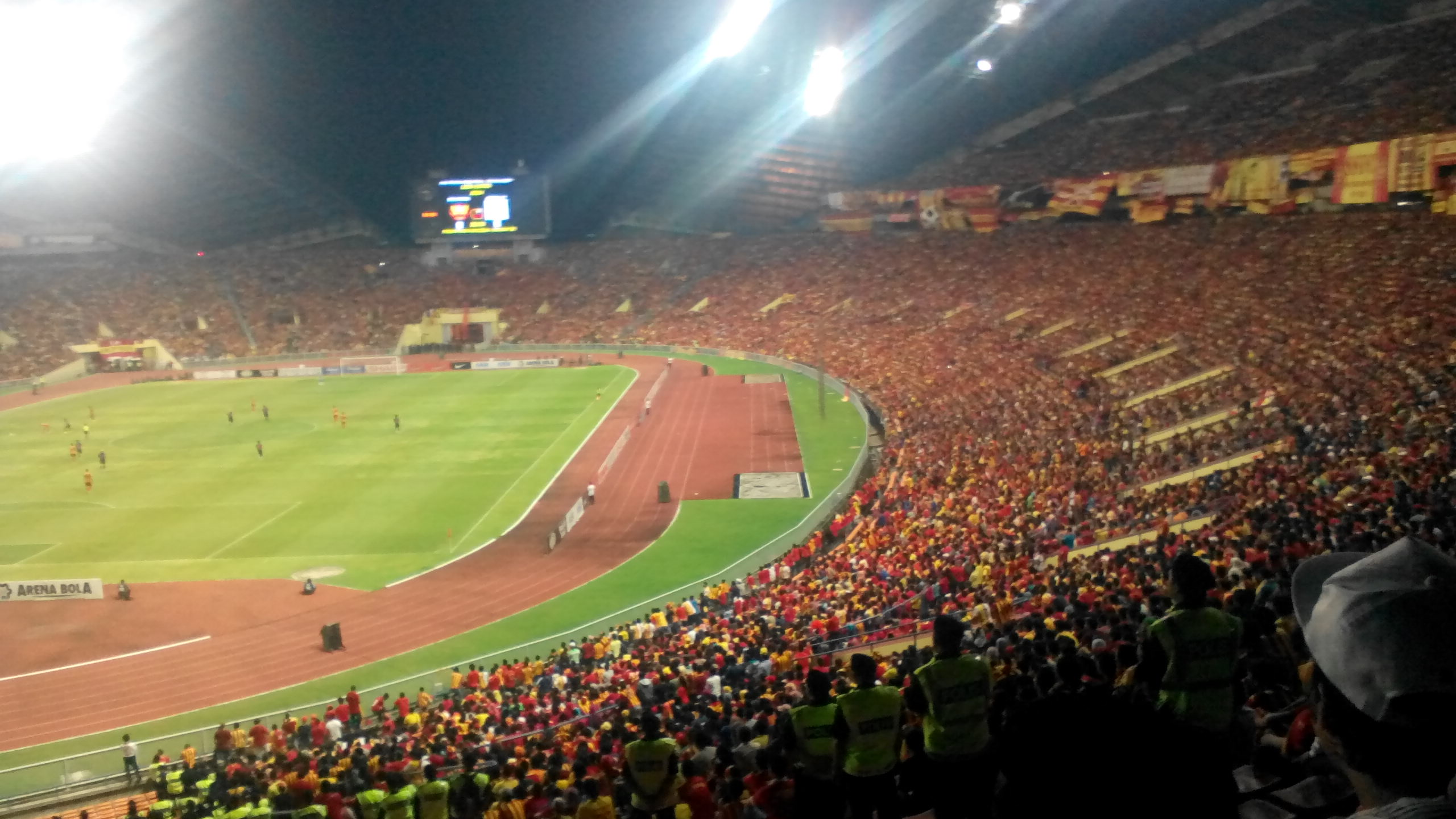
Стадіон «Шах-Алам» — сучасний домашній стадіон «Селангора»

«Селангор» протягом своєї історії використовував кілька стадіонів. Першим стадіоном клубу став стадіон Малайської сільськогосподарської асоціації на перехресті Серкюлер-Роуд і Джалан-Ампанг, який використовувався з 1931 по 1940 рік. Після японської окупації під час Другої світової війни з 1941 по 1945 рік стадіон Малайської сільськогосподарської асоціації був пошкоджений, що зробило його непридатним для використання, і згодом його було зруйновано. У той же час «Селангор» також грав на стадіоні «Селангор Клаб Філд» (тепер відомий як «Датаран Мердека») від заснування клубу в 1936 році до проголошення незалежності Малайї в 1957 році.
У вересні 1956 року президент клубу, а також перший прем'єр-міністр Малайзії Тунку Абдул Рахман наказав побудувати стадіон «Мердека» як новий домашній стадіон для «Червоних гігантів», а також для святкування майбутнього проголошення незалежності країни. Будівництво стадіону було завершено 21 серпня 1957 року, і він був урочисто відкритий 31 серпня 1957 року, у день, коли Малайська Федерація проголосила незалежність від Великої Британії. Відразу після проголошення незалежності клуб проводив свої домашні матчі на стадіоні «Мердека», який був домашнім полем клубу протягом наступних 38 років. Перший футбольний матч на стадіоні відбувся 1 вересня 1957 року, коли збірна Малайї перемогла збірну Бірми з рахунком 5-2 у товариському матчі. На цьому стадіоні, який вміщував 20 тисяч глядачів, «Селангор» святкував свій перший чемпіонський титул у Малайзії в 1984 році.
Після початкових успіхів керівництво клубу вирішило, що стадіон «Мердека» недостатньо великий для амбіцій клубу, тому для клубу був побудований новий стадіон, який був відкритий 16 липня 1994 року. Цим стадіоном став «Шах-Алам», який міг прийняти вражаючу кількість глядачів — до 80 372 уболівальників, і став домашнім стадіоном клубу на 22 роки до 2016 року. Перший матч на стадіоні було зіграно між «Селангором» і шотландським клубом «Данді Юнайтед» у турнірі на честь відкриття стадіону, який завершився нічиєю 1–1, причому перший гол в матчі забив Біллі Мак-Кінлі. У турнірі також брали участь команди «Баварія», «Лідс Юнайтед», олімпійська збірна Австралії «Олірос», і «Фламенгу», яка виграла турнір.
У 2017 році в керівництві клубу сталася внутрішня криза, яка призвела до відставки президента клубу Мохамеда Азміна Алі, який на той час також був головою уряду Селангора. Криза почалася, коли члени виконавчого комітету клубу відхилили ідею приватизації футбольного клубу «Селангор», яку запропонував президент клубу. Криза змусила клуб переїхати на тимчасовий домашній стадіон «Селаянг» після того, як уряд штату Селангор відмовив клубу в доступі до використання їх постійного домашнього поля, стадіону «Шах-Алам».
Наступного року керівництво клубу «Селангор» вирішило змінити домашній стадіон клубу на сезон 2018 року на стадіон «Куала-Лумпур». Президент клубу Субахан Камал заявив, що стадіон у Куала-Лумпурі міг би приносити більший прибуток і що стадіон «Селаянг» не відповідав необхідним критеріям освітлення, які вимагає Малайзійська футбольна ліга, якє є організацією, що проводить футбольні змагання в Малайзії. Клуб спочатку хотів використовувати свій традиційний домашній стадіон «Шах-Алам» або стадіон «Букіт-Джаліл». Однак обидві заявки були відхилені відповідно урядом штату Селангор і Малайзійською футбольною лігою, які мотивували відмову тим, що певні матчі можуть збігатися з календарем національної футбольної збірної Малайзії.
Клуб повернувся на стадіон «Шах-Алам» у середині сезону 2018 року після призначення нового президента Тенгку Аміра Шаха. На початку 2020 року стадіон «Червоних гігантів» «Шах-Алам» був закритий на 3 роки на капітальний ремонт і реконструкцію. У середині сезону 2020 року після закриття стадіону «Шах-Алам» «Селангор» тимчасово грав на стадіоні технологічного університету МАРА. Від сезону 2021 року тимчасова домашня арена клубу знаходиться на стадіоні «Петалінг-Джая».
15 липня 2022 року голова уряду Селангора Амірудін Шарі заявив, що уряд Селангора призначив компанію «Malaysian Resources Corporation Berhad» підрядником ремонту стадіону «Шах-Алам» і навколишніх спортивних споруд вартістю до 787 мільйонів малайзійських рингітів, що мав розпочатися на початку 2023 року.

### Тренувальний центр

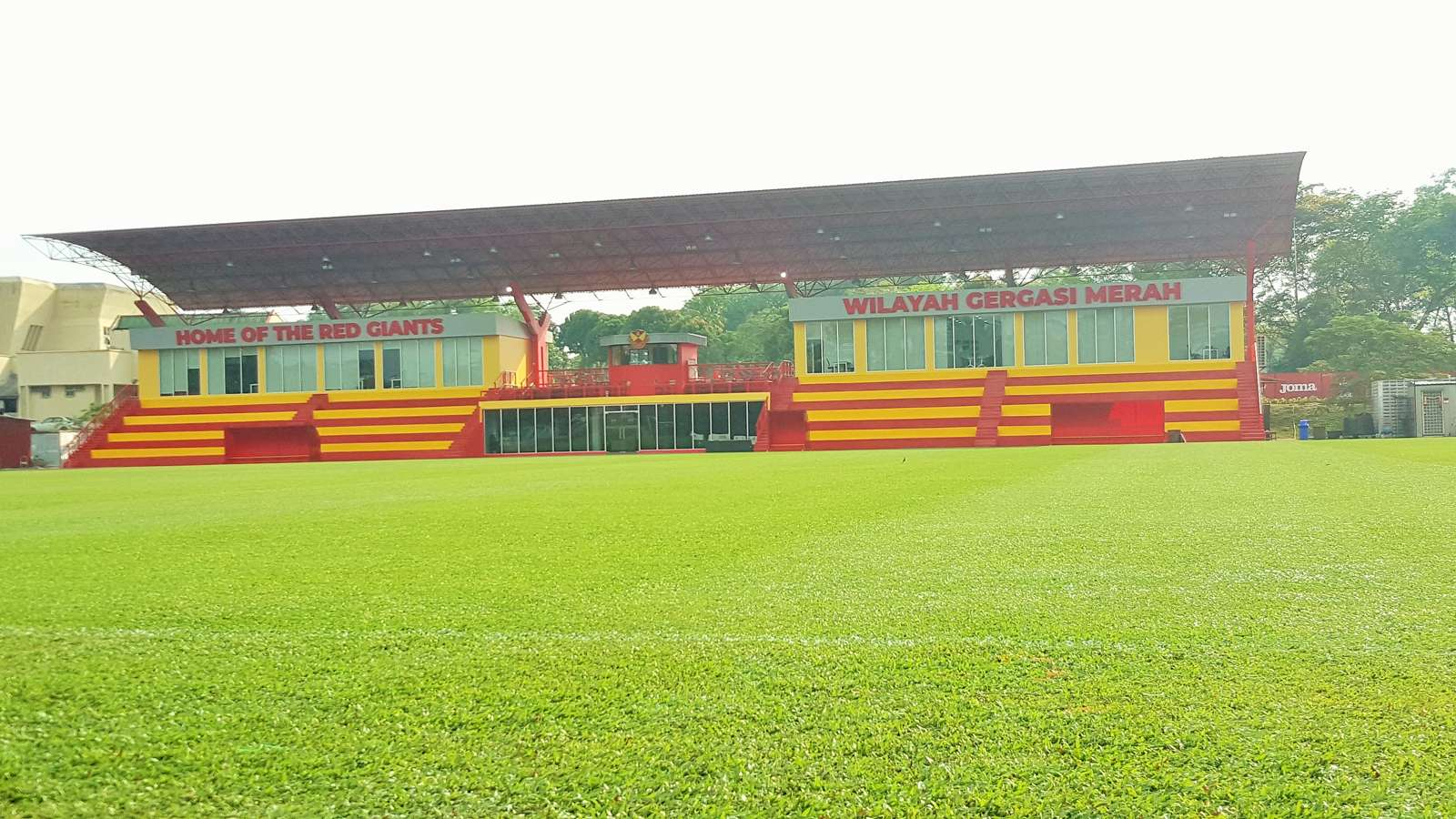
Тренувальний центр ФК «Селангор»

Тренувальний комплекс клубу розташований у спортивному комплексі SUK, секція 5, у Шах-Аламі. Тренувальний центр площею 400 тисяч квадратних футів під назвою «Selangor FC Training Center» (раніше мав назву «Selangor FA Training Center») був відкритий президентом клубу Тенгку Аміром Шахом 24 липня 2019 року на церемонії, в якій взяли участь голова уряду Селангора Амірудін Шарі, спонсори клубу, представники виконавчого комітету клубу та представники засобів масової інформації. У центрі також є офісний комплекс для керівного та технічного персоналу, два поля за стандартами ФІФА, тренажерний зал, зона фізіопроцедур, кімната відпочинку для гравців, роздягальня, комора та інші приміщення. Найбільший внесок у будівництво центру в розмірі 1,5 мільйона рингітів зробила компанія «Vizione Holdings Berhad», яка є стратегічним партнером клубу.

## Соціальні мережі
Присутність в Інтернеті клубу «Селангор» вважається однією з найсильніших серед клубів Малайзії. Офіційним сайтом клубу є selangorfc.com, а офіційні сторінки клубу включають: Facebook (Selangor FC), Instagram (@ selangorfc і @rgphysioclinic), YouTube (Selangor FC), Twitter (@ selangorfc), TikTok (@selangor_fc), невзаємозамінний токен (selangorfc.com/nft) і Discord (програмне забезпечення) (https://discord.com/invite/JT6ThGN3sp), за якими вболівальники можуть стежити й отримувати останню інформацію про клубні новини, матчі тощо.
Сторінки фанів «Селангору», офіційно створені та керовані фанатами, включають:
Facebook — UltraSel Curva, Anak Selangor Fan Club Official, Selangor Soccer Fan Club, Selangor Fans, Selamanya Selangor Red Giants та багато інших.
Instagram — @ultrasel_ _, @asfc_official, @selangorsoccerfanclub, selangorfans_official, officialssrg , Twitter @FansSelangor, та багато інших.

## Кіберспорт
19 січня 2023 року клуб «Селангор» увійшов в історію, ставши першою футбольною командою в Малайзії, яка мала власну команду Mobile Legends: Bang Bang (відому як Yoodo Red Giants), яка грала з одинадцятого сезону професійної ліги Малайзії з «Mobile Legends: Bang Bang». Церемонія представлення команди відбулася в тренувальному центрі клубу «Селангор» у Шах-Аламі. Як «Selangor Red Giants» команда виграла тринадцятий сезон професійної ліги Малайзії навесні 2024 року без поразок. Пізніше команда виграла міжнародний турнір MSC 2024, перемігши «Falcons AP Bren» у 7 іграх у великому фіналі. Перемога в MSC принесла клубу 1 мільйон доларів США призових.

## Власники і фінанси
Холдингова компанія футбольного клубу «Селангор» «Red Giants FC Sdn. Bhd.» є приватною компанією з обмеженою відповідальністю, яка має приблизно 10 мільйонів рингітів в акціях, випущених урядом штату Селангор як сплачений капітал. Наприкінці сезону 2019 року клуб був приватизований. Серед акціонерів клубу є нинішній наслідний принц Селангора Тенгку Амір Шах як мажоритарний акціонер, компанії «Perbadanan Kemajuan Negeri Selangor», «Menteri Besar Incorporated» і Футбольна асоціація Селангора. Загальний сплачений капітал цієї холдингової компанії залишається невідомим.

## Уболівальники
З моменту заснування в 1936 році клуб «Селангор» здобув лояльних, пристрасних і відданих послідовників. Уболівальники клубу визнані найбільш відданими та найдовготривалішими прихильниками клубу серед уболівальників в Азії. Пісня, яку найчастіше співають уболівальники, та яку найчастіше чують — це пісня «Черво-жовті» (малайською мовою Merah Kuningа). Перед кожним матчем лунають гімни. Найчастіше співається пісня Ultrasel Curva «Kami Datang Lagi», а також пісні «Kau & Aku Selamanya», «Selangor Sampai Mati», «Ale ale, Selangor ale», «Kaulah Kebanggaan» і «Tentang Perjuangan». Іншими піснями, які завжди чути перед матчами, це «Come on Selangor», «Inilah Barisan Kita», «You're Obsessed», «Slaught your enemy», та багато інших.
«Селангор» співпрацював з кількома місцевими виконавцями для створення пісень, зокрема з KRU, які 5 травня 1997 року записали пісню «Viva Selangor». 28 травня 2022 року «Селангор» також співпрацював з Алтіметом у створенні третьої форми майки на сезон 2022 року, також виконавець випустив спеціальний альбом «Langgam Gendang Perang» на знак підтримки його улюбленої команди.
У «Селангор» є кілька клуби вболівальників, такі як Ultrasel Curva, Selangor Fans Club, Anak Selangor Fan Club, та багато інших невеликих фан-клубів, які вважаються постійними відвідувачами стадіону «Шах-Алам». Ultrasel Curva є однією з найбільших груп прихильників клубу. Де б не грав «Селангор», ця група буде поруч, щоб підтримати. Вони завжди збираються біля трибуни «Gate 2» на стадіоні «Шах-Алам», яку вони прозвали «Green Curva Nord». У супроводі бою барабанів вони стоятимуть і пристрасно скандуватимуть протягом усієї гри, та час від часу помахуватимуть величезними прапорами.
Selangor Soccer Fans Club є другою за величиною групою вболівальників клубу. Фан-клуб був створений групою відданих фанів «Селангору» з багатьох штатів, які завжди збираються під час гри «Червоних гігантів». Основними кольорами для цих уболівальників є червоний і жовтий, які є офіційними кольорами для всіх фан-клубів у штаті Селангор. Метою фан-клубу є створення футбольної академії за допомогою та підтримкою колишніх гравців «Селангору», таких як Шахріл Аршад, Джамсарі Сабіан та низки інших.
Red Giants Team Card — це одна з нових ініціатив, спрямованих на відзначення 12-го гравця клубу, який є вболівальниками. Членство має багато переваг для вболівальників, а також є вхідним квитком на матчі домашніх ігор. Членство потрібно оновлювати щороку. Клуб також активно бере участь у використанні Інтернету та соціальних мереж для спілкування з уболівальниками.

## Суперництво
«Селангор» має історичне дербі з клубами «Перак» і «Сінгапур», відоме як «Малайське Ель Класіко», а суперництво з «Куала-Лумпур Сіті» відоме як «Дербі долини Клангу». Також сформувалось суперництво з «Джохор Дарул Тазім» після серії успіхів останнього в 2010-х роках, а також з ПКНС до того, як «Селангор» поглинув цю команду, яка стала його фарм-клубом у другому дивізіоні малайзійського футболу Прем'єр-лізі Малайзії.

### ФК Сінгапур
Суперництво з клубом «Сінгапур» було дербі, яке відбувалося між 1921 і 1994 роками, та було найстарішим у Малайзії. Суперництво виникло через те, що ці два клуби неодноразово боролися за титул володаря Кубка Малайзії. З 57 титулами в них (33 в «Селангора» та 24 в «Сінгапуру»), і це протистояння стало відомим як одне із найвідоміших суперництв Кубка Малайзії в історії. Суперництво припинилося в 1994 році після того, як Футбольна асоціація Сінгапуру вирішила вивести свого представника з системи малайзійських футбольних ліг через суперечки з Футбольною асоціацією Малайзії щодо представництва в лізі, та зосередити свої зусилля на розвитку місцевого футболу. Остання зустріч між двома командами відбулася 10 грудня 1994 року, коли «Селангор» і «Сінгапур» зіграли внічию з рахунком 2-2 у грі Кубка Малайзії, яку «Сінгапур» виграв за сумою двох матчів із мінімальною різницею 3-2, а потім того року виграв Кубок Малайзії. У матчах між двома командами «Сінгапур» випереджає «Селангор» з 22 перемогами проти 19 перемог «Селангора», але «Селангор» все ще лідирує в загальному заліку Кубка Малайзії з 33 перемогами.

### Куала-Лумпур Сіті
«Куала-Лумпур Сіті» (раніше відомий як Фк «Куала-Лумпур») завжди був запеклим місцевим суперником «Селангора». Суперництво відбулося через географічне розташування двох територій країни, а дербі проводилося між двома найрозвиненішими частинами Малайзії; штатом Селангор і Федеральною територією Куала-Лумпур. Суперництво триває понад 40 років, і воно почалося у 1980-х роках. «Селангор» досяг успіху протягом десятиліття, тріумфуючи в чемпіонаті та Кубку Малайзії, вигравав чемпіонат у 1984 році, та 4 рази вигравав Кубок у 1981, 1982, 1984 та 1986 роках, перш ніж «Куала-Лумпур» став силою в кубковому турнірі, тричі поспіль вигравши Кубок Малайзії, де тріумфував з 1987 по 1989 рік, та виграв лігу в 1986 як Футбольна асоціація федеральних територій, а потім у 1987 році був перейменований на ФК «Куала-Лумпур». Потім «Селангор» виграв ще один чемпіонський титул у 1989 році, тоді як «Куала-Лумпур» став лише другою командою в історії футболу Малайзії, яка здобула дубль, вигравши лігу та Кубок у 1988 році.
У 1990-х роках досягнення обох клубів були неоднозначними: «Селангор» виграв чемпіонат лише один раз за десятиліття в 1990 році, а пізніше вилетітів з вищого дивізіону в 1992 році і знову в 1998 році, проте виграв негайне підвищення в обох випадках в 1993 і 1999 роках, а також три рази поспіль виграв Кубок Малайзії з 1995 по 1997 рік, і Кубок Футбольної асоціації Малайзії в 1997 році. Тим часом «Куала-Лумпур» ставав фахівцем з перемог у щойно створеному Кубку футбольної асоціації Малайзії, та вигравав турнір у 1993, 1994 та 1999 роках, але успіху в лізі не досяг.
На рубежі нового тисячоліття, на початку 2000-х років, «Селангор» і «Куала-Лумпур» мали різні показники. «Селангор» виграв свій перший чемпіонський титул за десятиліття, перемігши у вищому дивізіоні в 2000 році, а «Куала-Лумпур» того ж року виграв Суперкубок Малайзії. «Селангор» продовжував успіхи в Кубку Малайзії, вигравши кубок в 2002 році, тоді як «Куала-Лумпур» того ж року вилетів з вищого дивізіону. До 2004 року обидві команди разом грали у другому дивізіоні, куди «Селангор» вилетів у 2003 році, хоча й у різних групах. «Селангор» отримав підвищення в 2005 році, зробивши унікальний требл, при чому вигравши лігу другого рівня, Кубок Малайзії та Кубок футбольної асоціації Малайзії. Наприкінці 2000-х років суперництво трохи ослабло, оскільки «Селангор» зміцнив свій статус команди вищого дивізіону, вигравши ще два чемпіонські титули в 2009 і 2010 роках, а також здобувши перемогу в Кубку Футбольної асоціації Малайзії в 2009 році. Тим часом «Куала-Лумпур» грав у другому дивізіоні, не досягнувши підвищення до кінця 2000-х років. Суперництво відновилося в 2010 році, коли «Куала-Лумпур» отримав підвищення до Ліги Супер після семи років перебування у другому дивізіоні, оскільки молодіжна збірна «Харімау Муда» була обмежена для гри лише в другому дивізіоні, незважаючи на перемогу в чемпіонаті в 2009 році, що дозволило «Куала-Лумпуру» підвищитися до найвищого дивізіону. Однак перебування «Куала-Лумпура» у вищому дивізіоні було недовгим, і в 2012 році команда знову вилетіла до Прем'єр-ліги Малайзії. Наступного 2013 року «Куала-Лумпур» вперше у своїй історії опустився до третьої на той час Малайзійської ФАМ Ліги. Наприкінці сезону 2017 року «Куала-Лумпур» отримав підвищення до Ліги Супер, де клуб грав з 2018 року, а в 2019 році знову вилетів з найвищого дивізіону. Суперництво нарешті відновилося у 2021 році, коли «Куала-Лумпур» знову виграв підвищення завдяки тому, що «Теренгану II» посів друге місце в Прем'єр-лізі Малайзії 2020 року, та не отримав дозволу на підвищення, звільнивши місце для підвищення «Куала-Лумпуру». Відновлене суперництво досягло апогею в чвертьфіналі Кубка Малайзії 2021 року, коли перейменований «Куала-Лумпур Сіті» переміг «Селангор» у двох матчах і вийшов у півфінал, після чого вболівальники «Куала-Лумпура» вибігли на поле. Потім «Куала-Лумпур» виграв Кубок Малайзії 2021 року, вигравши свій перший Кубок Малайзії з 1989 року та свій перший кубок з 2000 року.

### ПКНС
До поглинання клубом «Селангор» клуб ПКНС був одним із місцевих конкурентів «Селангора». Суперництво виникло через те, що обидва клуби базувалися в одному місті. Однак у рамках процесу приватизації та реструктуризації футболу в штаті Селангор клуб ПКНС був поглинутий клубом «Селангор», та перетворений у команду «Селангор II».

### Джохор Дарул Тазім
З 2014 року виникло суперництво «Селангора» з клубом «Джохор Дарул Тазім». Це було пов'язано з недавнім успіхом впродовж 2010-х років клубу «Джохор Дарул Тазім», коли він став провідним гравцем на малайзійській футбольній сцені. «Селангор» пройшов через період занепаду під час підйому «Джохора Дарул Тазіма», поки до «Селангора» не прийшли нові власники, щоб відродити колишню славу команди.

## Досягнення
- Чемпіон Малайзії:
  -  Чемпіон (6): 1984, 1989, 1990, 2000, 2009[57], 2010[58]

- Другий дивізіон напівпрофесійної ліги/Малайзійська Прем'єр-ліга:
  -  Чемпіон (2): 1993, 2005

- Кубок Футбольної асоціації Малайзії:
  -  Переможець (5): 1991, 1997, 2001, 2005, 2009

- Кубок Малайзії:
  -  Переможець (33): 1922, 1927, 1928, 1929, 1935, 1936, 1938, 1949, 1956, 1959, 1961, 1962, 1963, 1966, 1968, 1969, 1971, 1972, 1973, 1975, 1976, 1978, 1979, 1981, 1982, 1984, 1986, 1995, 1996, 1997, 2002, 2005, 2015

- Кубок Малайзії ФАМ:
  -  Переможець (7): 1953, 1960, 1961, 1962, 1966, 1968, 1972

- Суперкубок Малайзії:
  -  Переможець (8): 1985, 1987, 1990, 1996, 1997, 2002, 2009, 2010

- Кубок АФК:
  -  Фіналіст (1): 1967